# Rohrbach (Fulda)
Der Rohrbach ist ein 18 Kilometer langer linker bzw. westlicher Nebenfluss der Fulda im Landkreis Hersfeld-Rotenburg (Osthessen) und gehört zum Flusssystem der Weser. Der Rohrbach ist ein Wasserlauf II. Ordnung.

## Geographie
Der Rohrbach entspringt im nordöstlichen Teil des Knüllgebirges, an der Wasserscheide zwischen Ersrode und dem Schloss Ludwigseck. Die Quelle liegt auf etwa 423 m ü. NN an einem Südhang des Rehkopfes im Gebiet der Gemeinde Alheim. Etwa 500 Meter südlich der Quelle mündet unweit der Landesstraße L3253 ein von Westen zufließendes Gewässer in den noch jungen Rohrbach. Nach weiteren etwa 700 m durchfließt der Rohrbach den Geisteich (an der L3253).

Die Mündung des Rohrbaches in die Fulda

Danach folgen in südöstlicher Richtung die Gemarkungen folgender Ortsteile der Gemeinde Ludwigsau: Beenhausen, Niederthalhausen, Gerterode, Tann, Rohrbach und Reilos.
Die wichtigsten Seitentäler des Rohrbachtals sind das Endersbachtal mit dem Ludwigsauer Ortsteil Oberthalhausen und der Siedlung Emmerichsrode sowie das Biedebachtal mit dem gleichnamigen Ludwigsauer Ortsteil Biedebach.
Das Malchustal am Oberlauf des Rohrbaches mit dem Malchusteich steht unter Naturschutz.
Bei der Ludwigsaumühle, im Ludwigsauer Ortsteil Reilos, mündet der Rohrbach auf 193 m ü. NN in die Fulda.
Der Rohrbach hat ein Einzugsgebiet von 73,78 km².

## Kultur
Das Rohrbachtal wird auch Besengrund genannt, weil früher viele Kleinbauern des waldreichen Rohrbachtals auf den Nebenerwerb der Besenbinderei angewiesen waren.

### Nutzung der Wasserkraft
Von den ehemals zahlreichen Mühlen im Rohrbachtal wird heute mehr keine in der historischen Weise genutzt. Neben den Getreidemühlen in den Ortslagen wurde die Wasserkraft für den Holzschnitt genutzt: Schneidemühle am Rohrbach zwischen Beenhausen und Niederthalhausen, Sägewerk am Trunsbach zwischen Niederthalhausen und Gerterode. Aktuell befinden sich in Reilos zwei private Turbinen, in denen das Wasser zur Stromerzeugung genutzt wird.